# 팔츠짐메른가

팔츠짐메른가 문장

팔츠짐메른가(독일어: Pfalz-Simmern)는 비텔스바흐가에서 갈라진 팔츠 선제후국의 가문이다. 비텔스바흐가의 팔츠계는 1410년 루프레히트가 사망한 이후 4개의 분가로 쪼개졌으며, 짐메른에 수도를 둔 팔츠짐메른가도 이 중 하나였다. 1685년 팔츠 선제후 카를 2세가 사망하면서 팔츠짐메른가는 사라지게 되었다. 팔츠네우부르크가가 팔츠짐메른가의 유산을 물려받았다. 팔츠짐메른가의 창립자인 짐메른츠바이브뤼켄의 팔츠 백작 슈테펜은 팔츠츠바이브뤼켄가의 조상이기도 하다.